# Zeta Cassiopeiae
ζ Cassiopeiae (Zeta Cassiopeiae, kurz ζ Cas; IAU-Name Fulu) ist ein Stern im Sternbild Kassiopeia. Der Stern besitzt eine scheinbare Helligkeit von 3,66 mag und liegt etwa 600 Lichtjahre von uns entfernt.
ζ Cas ist ein Stern der Spektralklasse B2 IV (bzw. IV–V) und besitzt eine Masse von 8 – 9 M⊙. Die Rotationsperiode konnte mit Hilfe des International Ultraviolet Explorer (IUE) sehr genau zu 5,370 447 ± 0,000 078 Tagen gemessen werden. Die Neigung der Rotationsachse gegenüber unserer Sichtlinie i, die projizierte Rotationsgeschwindigkeit {\displaystyle v\cdot \sin i} und die wahre Rotationsgeschwindigkeit am Äquator v betragen nach Coralie Neiner u. a. (2003) i = 18 ± 4°, {\displaystyle v\cdot \sin i} = 17 ± 3 km/s und v = 55 ± 28 km/s bzw. nach Maryline Briquet u. a. (2016) i = 30 ± 1°, {\displaystyle v\cdot \sin i} = 20 ± 3 km/s und v = 40 ± 7,5 km/s. Bei obiger Rotationsperiode beträgt der Sternradius somit im ersten Fall ≈ 6 R⊙ oder im zweiten Fall ≈ 4 R⊙. Davon abgesehen wurde anhand von theoretischen Modellen (basierend auf IUE-Beobachtungsdaten) der Radius zu 5,4 R⊙ berechnet.
2003 wurde das Vorhandensein eines schwachen dipolaren Magnetfeldes von Bpol = 335 +120−65 G (in einer späteren Studie Bpol ≈ 100 – 150 G) nachgewiesen. Das Magnetfeld besitzt eine starke Schräglage gegenüber der Rotationsachse von fast 80° und beeinflusst den Abfluss des Sternwindes. Die Windpartikel entweichen an den magnetischen Polen und setzen sich am magnetischen Äquator in einer Scheibe ab. Vermutlich bilden sich Schockfronten über den magnetischen Polen durch ausströmende und wieder zurückfallende Winde. Der jährliche Masseverlust durch den Sternwind beträgt (je nach Bestimmungsmethode) 10−9,7 bzw. 10−11 M⊙. Beobachtungen mit dem NARVAL-Spektropolarimeter haben gezeigt, dass ζ Cas nicht differentiell rotiert, sondern dass eine „starre“ Rotation durch das Magnetfeld erzwungen wird.
ζ Cas ist schwach veränderlich und gehört zu den langsam pulsierenden B-Sternen (veraltet 53-Persei-Sterne). Dabei befindet sich ζ Cas im Instabilitätsstreifen im HR-Diagramm an der Grenze zu den β-Cephei-Sternen. Die Helligkeit schwankt um weniger als 0,004 mag (im ubvyβ-System). Der Stern pulsiert nichtradial mit einer Periode von 1,56 Tagen.
Am 30. Juni 2017 wurde der Name Fulu von der IAU in die offizielle Liste der Sternnamen aufgenommen.